# Liberatia diandra
Liberatia diandra là một loài thực vật có hoa trong họ Ô rô. Loài này được (Nees) Rizzini mô tả khoa học đầu tiên năm 1947.